# Annika Svensson
Annika Svensson, född 9 augusti 2006, är en svensk fotbollsspelare som spelar för Djurgårdens IF. 

## Karriär
Annika Svensson inledde sin fotbollskarriär i moderklubben AIK vid sju års ålder. Inför säsongen 2017 valde Svensson att byta klubb till Nackaklubben Boo FF där även seniordebuten skedde 2021. Totalt 29 seniormatcher hann det bli i Boo FF innan Annika Svensson vände tillbaka till moderklubben AIK inför säsongen 2023 där hon redan i säsongsinledningen tog en ordinarie plats i AIKs backlinje.
I december 2024 värvades Svensson av Djurgårdens IF, där hon skrev på ett treårskontrakt.